# 杜陵杜氏
杜陵杜氏（두릉 두씨）是韓國杜姓最大的本貫。「杜陵」，指杜陵縣，前身爲杜縣，在今西安市東南。杜陵杜氏，乃西周諸侯國杜國的後裔，西漢出了御史大夫杜延年、議郎杜欽等名臣。現時，韓國的杜陵杜氏有兩個源頭，都來自中國，分別是：
1. 慶寧系（경령계）：源自北宋太宗朝的兵部尚書杜慶寧。他本身是京兆杜氏的後人，因為皇位繼承問題，在宋真宗繼位後的第7年（景德元年，即1004年）離開中國，來到當時的高麗。他的陵墓位於全羅北道扶安郡（부안군）下西面（하서면）的石佛山（석불산）。
2. 喬林系（교림계）：源自明朝的杜喬林。源流不詳，在壬辰倭亂時隨同明朝援軍來到朝鮮半島，之後歸化為朝鮮人，並在大邱定居。他的後人都自稱本貫是「杜陵」。

根據韓國的人口統計，杜陵杜姓在韓國的人口於1960年時只有2902人，但到了1985年，已增至1163戶、4837人。

## 參看
- 杜姓
- 京兆杜氏